# ایگناتس شوپانتسیگ
ایگناتس شوپانتسیگ (به آلمانی: Ignaz Schuppanzigh) (زادهٔ ۲۰ ژوئیهٔ ۱۷۷۶ – درگذشتهٔ ۲ مارس ۱۸۳۰) نوازندهٔ ویولن، موسیقیدان، و رهبر ارکستر اهل اتریش، و دوست و معلم ویولنِ لودویگ فان بتهوون بود.
شوپانتسیگ، سرپرستِ کوارتت زهی‌ای به نام خود (کوارتت شوپانتسیگ) با حمایتِ کُنت رازوموفسکی بود. «کوارتتِ رازوموفسکی»، که شوپانتسیگ در اواخرِ سال ۱۸۰۸ تأسیس کرد، اولین کوارتت حرفه‌ای به‌شمار می‌رود. تا زمان تأسیسِ این کوارتت، موسیقی کوارتت را عمدتاً آماتورها یا موسیقی‌دانان حرفه‌ای‌ای اجرا می‌کردند که موقتاً و به‌صورت موردی با همدیگر همکاری می‌کردند.
شوپانتسیگ در جوانی خوش‌تیپ بود، اما در میان‌سالی فربه شد. در سال‌های پایانیِ عمرش انگشتانش به طرز قابل توجهی فربه شده بودند، به‌طوری‌که مانع اجرای خوب و حرکت دادنِ دقیقِ انگشتان بر روی پرده‌های ویولن می‌شد. گفته شده که او بر اثر فلج در وین جان خود را از دست داد.

## شوپانتسیگ و بتهوون
شوپانتسیگ درس‌هایی از ویولن به بتهوون داد. آن دو با هم دوست بودند و این دوستی تا پایانِ زندگی آهنگسازِ بزرگ ادامه یافت. از میان کوارتت‌های زهیِ بتهوون، سه کوارتتِ موسوم به کوارتت‌های رازوموفسکی، اُپوس ۵۹، اهداشده به کُنت رازوموفسکی، به‌علاوهٔ کوارتت‌های بعدی، پیچیدگی‌های فنیِ نوآورانه و دشواری‌های سَبکی‌ای دارند که هر نوازنده‌ای، بدون آمادگی و تمرین و تکرار قادر به اجرای آنها نیست. در واقع، شوپانتسیگ، بتهوون را با دشواری‌ها و پیچیدگی‌های فن نوازندگی ویولن، ازجمله ضرب هم‌گذر و هِمیولا، آشناتر کرد. شوپانتسیگ و گروهِ کوارتتش بسیاری از کوارتت‌های زهیِ بتهوون، و به‌ویژه کوارتت‌های پایانیِ او را اجرا کردند.
گفته شده‌است که شوپانتسیگ، بتهوون را به فاحشه‌خانه کشاند، و این امر باعث خشم بتهوون شد، به‌طوری‌که آن دو تا چند ماه از یکدیگر دوری گزیدند. شوپانتسیگ فربه بود و همین دستاویزی برای بتهوون بود تا غالباً او را به ریشخند بگیرد. بتهوون، هم به دلیلِ فربهی و هم به خاطر خوش‌مشربی و منشِ دوست‌داشتنی‌اش، او را «لُرد فالستاف» می‌خواند! بتهوون حتی یک قطعهٔ کوتاهِ کمیکِ ویژه برای دستهٔ هم‌سرایان و به نام «در ستایشِ آدم چاقالو» با تکرارِ بندِ «شوپانتسیگ کوهِ گوشت است» ساخت و به شوپانتسیگ اهدا کرد.

## شوپانتسیگ و شوبرت
شوپانتسیگ، به‌جز بتهوون، با آهنگسازان دیگری نیز دوست و آشنا بود و به همراهِ گروه کوارتتِ خود، آثاری از آنان را اجرا کرد. از میان این آهنگسازان، فرانتس شوبرت در سال ۱۸۲۴، کوارتتِ شماره ۱۳ خود به نام «کوارتتِ روزاموند» (در لا مینور، د. ۸۰۴) را به او تقدیم کرد. شوپانتسیگ و گروه کوارتتش، نخستین بار، این اثر را در ۱۴ مارس ۱۸۲۴ اجرا کردند.